# Лангуев, Даниил Сергеевич
Ла́нгуев Даниил (Данил) Сергеевич (8 февраля 1925 г., Верхняя Пулонга Лоухского района-?) — Герой Социалистического Труда (1963).

## Биография
Участник Великой Отечественной войны.
После войны трудился в рыболовецком колхозе «Заря» Лоухского района, с 1954 г. — председатель колхоза, с 1958 г.- бригадир рыболовецкой бригады колхоза.
Коллектив под его руководством впервые применил новые методы лова — зимний экспедиционный лов рыбы на Белом море, получив 100 ц на рыбака.
С 1963 г. — работал на руднике Малиновая Варакка ГОК «Карелслюда» забутовщиком, а впоследствии бригадиром горняков

## Награды
- Орден Отечественной войны II степени (06.04.1985)[2]
- Герой Социалистического труда
- Орден Ленина